# Dżubga
Dżubga (ros. Джубга, adygejski Жьыбгъэ, orm. Ջուբգա) – osiedle typu miejskiego w Rosji, nad Morzem Czarnym.
Stanica Dżubgskaja powstała w 1864 w miejscu wioski szapsugskiej. Od 1870 pod obecną nazwą. Nazwa pochodzi od rzeki, mającej tu ujście do Morza Czarnego.
Miejscowość zamieszkują w większości Rosjanie (66,8%) i Ormianie (21,7%). Adygejczycy stanowią 0,8% ludności.